# Andrzej Maciejczak
Andrzej Maciejczak (ur. 8 lipca 1960 w Starachowicach, zm. 15 marca 2025 w Tarnowie) – polski neurochirurg i nauczyciel akademicki, profesor nauk medycznych, profesor zwyczajny Wydziału Medycznego Uniwersytetu Rzeszowskiego.

## Życiorys
Absolwent wydziału lekarskiego Akademii Medycznej w Łodzi w 1985, w tym samym roku rozpoczął karierę zawodową w Klinice Neurochirurgii Wojskowej Akademii Medycznej w Łodzi, gdzie w 1991 na podstawie pracy Wyniki kompleksowego leczenia zewnątrztwardokomórkowych nowotworów kręgosłupa w materiale Kliniki Neurochirurgii WAM uzyskał tytuł doktora, a w 2001 habilitację (praca Badania biomechaniczne in vitro stabilności kręgosłupa szyjnego po dyscektomii sposobem Clowarda). W 2015 prezydent RP nadał mu tytuł profesora.
W okresie 1996–1997 pracował jako neurochirurg w Department of Neurosurgery w Southern General Hospital w Glasgow. Od 2002 związany z Wydziałem Medycznym Collegium Medicum Uniwersytetu Rzeszowskiego. W latach 2002–2025 pracował w szpitalu św. Łukasza w Tarnowie, gdzie „stworzył od podstaw nowoczesny oddział neurochirurgii, dziś uznawany za jeden z najlepszych w kraju”, wykazując się „pionierskim podejściem” do leczenia schorzeń układu nerwowego. Autor licznych publikacji naukowych.
Zmarł 15 marca 2025 r. w Tarnowie. Pośmiertnie odznaczony złotym medalem „Za zasługi dla obronności kraju”. Pochowany na cmentarzu parafialnym w Zawadzie.

## Odznaczenia i wyróżnienia
- Krzyż Komandorski Orderu Odrodzenia Polski[3]
- Złoty Krzyż Zasługi[4]
- Medal Komisji Edukacji Narodowej[4]
- Medal Gloria Medicinae Polskiego Towarzystwa Lekarskiego[4]
- Złoty medal „Za zasługi dla obronności kraju” (2025)[6]